# Железный треугольник (Вьетнам)

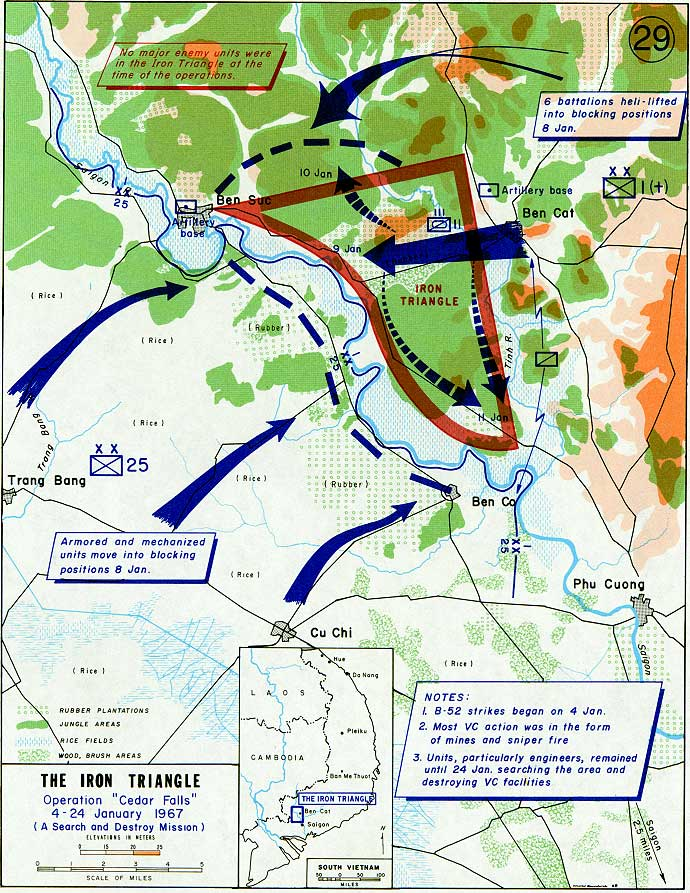

«Железный треугольник» (англ. Iron Triangle) — условный район на территории Южного Вьетнама во время Вьетнамской войны.

## Расположение
«Железный треугольник», район активности вьетнамских партизан, находился примерно в 40 км северо-западнее Сайгона. Условными вершинами треугольника были деревни Бенсук, Бенко и Бенкат. Эти деревни образовывали почти прямоугольный треугольник, гипотенуза которого проходила приблизительно по реке Сайгон (Сонг-Сайгон).
Основным элементом этого партизанского района был комплекс подземных сооружений (туннели Кути), созданный вьетнамскими партизанами. Помещался он по соседству с американской базой Кути, в километре от оной, через каучуковую плантацию и реку Сайгон.

## Структура
Система туннелей начата была ещё во время войны с французами и значительно расширена в 1960-х годах. По нормативам каждый крестьянин, участвовавший в постройке, должен был пройти по меньшей мере 3 фута в день, рыли простыми лопатами и выносили в корзинах, обычно копали в сезон дождей.
В своей финальной версии трёхэтажный подземный комплекс оборудован был даже небольшим кинотеатром и операционной. Общая длина его тоннелей, по разным оценкам, от 75 до 250 километров. Тоннели делались не прямыми, а с поворотами на 60-120 градусов. Комплекс имел систему воздухообмена, в виде крохотного размера выведенных на поверхность трубок, загнутых в разные стороны во избежание затопления при муссонных дождях, часть из них умышленно поворачивалась в направлении превалирующих ветров, дабы обеспечивать охлаждение.

## Значение
В районе «железного треугольника» располагался большой комплекс подземных туннелей, использовавшийся партизанами НФОЮВ как тыловая база для проведения вооружённых акций в Сайгоне и его окрестностях.

## Боевые действия
К 1965 году территория «железного треугольника» не контролировалась правительственной армией Южного Вьетнама. После начала полномасштабного участия США во Вьетнамской войне в «железном треугольнике» с сентября 1965 года периодически проводились операции, направленные на устранение угрозы Сайгону из этого района. Комплекс туннелей НФОЮВ впервые был обнаружен в ходе операции «Crimp» (январь 1966); в дальнейшем для уничтожения расположенных в этих туннелях и других подземных сооружениях партизан на территории Южного Вьетнама складов и захвата документов противника во многих американских подразделениях были созданы специальные отряды так называемых «туннельных крыс».
Наиболее известной операцией в «железном треугольнике» стала операция «Сидар-Фолс» (январь 1967), крупнейшая наземная операция войны на тот момент, в которой участвовало 16 тыс. американских солдат и 14 тыс. южновьетнамских. В ходе неё американские войска переместили всё население контролировавшейся НФОЮВ деревни Бенсук в лагерь для беженцев, а сама деревня была уничтожена.
Несмотря на масштаб военных операций против него, «железный треугольник» оставался оплотом партизан на протяжении всей войны. Он послужил базой для подготовки широкомасштабной атаки на Сайгон в январе 1968 года.
В настоящий момент в комплексе открыт туристический аттракцион.